# Окулярник золотогорлий
Окулярник золотогорлий (Zosterops atrifrons) — вид горобцеподібних птахів родини окулярникових (Zosteropidae). Ендемік Індонезії.

## Опис
Довжина птаха становить 11-12 см, вага 8,3-9,7 г. Верхня частина тіла оливково-зелена, лоб чорний. Горло і гузка тьмяно-лимонно-жовті, нижня частина тіла сірувата. Навколо очей білі кільця, які перетинаються чорними смугами, що ідуть від дзьоба до очей. Очі світло-карі, дзьоб чорний.

## Підвиди
Виділяють чотири підвиди:
- Z. a. atrifrons Wallace, 1864 — північне Сулавесі;
- Z. a. surdus Riley, 1919 — центральне Сулавесі;
- Z. a. subatrifrons Meyer, AB & Wiglesworth, 1896 — острови Пеленг і Банґґаї[en];
- Z. a. sulaensis Neumann, 1939 — острови Сула[en].

Сангезький окулярник раніше вважався підвидом золотогорлого окулярника.

## Поширення і екологія
Золотогорлі окулярники живуть в рівнинних і гірських тропічних лісах та в чагарникових заростях, на висоті від 100 до 1500 м над рівнем моря. 